# Christophe Saunière
 (mars 2024).
Si vous disposez d'ouvrages ou d'articles de référence ou si vous connaissez des sites web de qualité traitant du thème abordé ici, merci de compléter l'article en donnant les références utiles à sa vérifiabilité et en les liant à la section « Notes et références ».
Pour les articles homonymes, voir Saunière.
Christophe Saunière est un harpiste, batteur, bassiste et compositeur français, né à Nouakchott (Mauritanie) en 1967.

## Biographie
Élève de Francis Pierre qui lui fait découvrir la musique contemporaine, il se passionne très tôt pour toutes les musiques vivantes comme en témoigne sa discographie éclectique.

## Musique classique
Il a joué avec plusieurs orchestres, dont l'Orchestre de Paris, le Orchestre national royal d'Écosse ou l'Orchestre philharmonique de Radio France.
En musique de chambre, il a collaboré notamment avec le Quatuor Debussy, le Quatuor de Genève ou l'ensemble Carpe Diem.

## Musique contemporaine
Il a créé des œuvres de Philippe Leroux ou Malika Kishino.

## World
En 2001, il fonde avec la sonneuse de cornemuse et chanteuse écossaise Joanne McIver le duo McIver/Saunière, répertoire de compositions de Joanne McIver (9 albums chez le label Buda Musique).
Il a joué entre autres avec le bassiste breton Alain Genty, ou le chanteur camerounais Erik Aliana.

## Jazz
En 2018, il fonde le trio jazz « Time Tracks » avec le percussionniste Nicolas Martynciow et le tromboniste Guillaume Cottet-Dumoulin.

## Punk-Rock
Il a aussi joué dans plusieurs groupes de punk-rock français ou anglais, tels Wunderbach, Peter and the Test Tube Babies ou encore The Toy Dolls.

## Discographie
Christophe Saunière ayant enregistré environ quatre-vingt disques, la discographie suivante n'est pas exhaustive.
- 2023 : Stravinsky, Petrushka – orchestre de Paris, Klaus Mäkelä  (DG) (BNF 47567960)
- 2023 : Berceuses et comptines d'Irlande (Didier Jeunesse (ISBN 9782278126866)) [9]
- 2022 : Little Simz - No Thank You (Forever Living Originals)
- 2021 : TOY DOLLS JAZZ ALBUM (Secret Records)
- 2020 : TIME TRACKS EP
- 2019 : Wagnermania (Orchestre national d'Île-de-France, Case Scaglione/NoMad music)
- 2019 : Canty – avec Joanne McIver, chant, flûte et cornemuse (Buda Musique 860348)[10] (OCLC 1225103518)
- 2017 : Alain Genty Eternal Tides (Buda Musique)[11]

Peter and the Test Tube Babies That Shallot (Arising Empire)
- 2015 : Pat Kebra Electrosensible (Kebra's Rcds PK/2015/03)[12],[13]
- 2014 : Pierre Perret Drôle de poésie (Naïve)

Manu[Lequel ?] Tenki Ame (Tekini Records)
- 2013 : Train 221, The Jazz Album – avec Joanne McIver, cornemuse (Buda Musique 860242)[14] (OCLC 1175842436)

Céleste, ma planète  (Gallimard Jeunesse) (Orchestre national d'Île-de-France, Jean Deroyer)
- 2012 : The Toy Dolls The Album After the Last One (Secret Records)

Christophe Saunière Classic Toy Dolls (Secret Records) (OCLC 839934213)
- 2011 : The Cannie Hour – avec Joanne McIver (Buda Musique)[15]

Rachmaninov (Le Rocher op. 7 ; Danses symphoniques) – Orchestre de Paris, dir. Paavo Järvi (octobre 2011, Erato 0825646195794) (OCLC 936563319)
Catimini[Lequel ?] Sans s'arrêter
Wunderbach, Increvables… (Dirty Punk Records)
- 2010 : Pierre Perret La femme grillagée (Naïve)
- 2009 : Voile (avec Eléonore Billy)

Folk à danser (Ensemble Tournevire)
Bizet, Roma – Orchestre de Paris, dir. Paavo Järvi (novembre 2009, Virgin), (OCLC 859648960)
- 2008 : The Three Sisters – avec Joanne McIver, chant, cornemuse, flûte (Buda Musique 3017700 / 4763129) (OCLC 658665050)

Kaija Saariaho, Mirage (2007) – Karita Mattila, soprano ; Orchestre de Paris, dir.Christoph Eschenbach (mars 2008, Ondine ODE1130-2)
Pierre Perret Le plaisir des Dieux, vol2 (Adele / Naïve)
- 2007 : Johannes Brahms, Le Bel Hautbois (Universal)

Maïdi Roth, Un peu plus que moi (Sony)
Claude Debussy, La Boîte à joujoux (Gallimard)  (ISBN 2070613100), (OCLC 871799765)
- 2006 : Klangforum Wien, Verzeichnete Spur, Choc (Matthias Pintschner)

Renaud Pion, Paradise Alley (Radio France "signature")
- 2005 : Aaken, Circle song

Wunderbach, Ultime pogo tour (Garage records)
Glenfinnan to Glasgow (avec Joanne McIver, Buda Musique/Universal)
- 2004 : Chostakovitch, Symphonie no 11, RSNO/Lazarev (Linn records)

The Dwarfie Stone (avec Joanne McIver, Buda Musique/Universal)
Ravel, Orchestre de Paris/Christoph Eschenbach (Ondine)
Sinclair, Morphologique
- 2003 : Ishtar, Truly (Sony Music)

Gustave et son petit monde (Universal Music) (OCLC 421410388)
- 2002 : GK, 10 ans déjà (BMT-NOCO CR57)
- 2001 : Leaving Arran (avec Joanne McIver, Buda Musique/Universal) (OCLC 689525417)
- 2000 : Hector Berlioz, Te Deum, Orchestre de Paris (Virgin Classics)

Karin Nobbs, Branwen (Origins)
Wasis Diop (date de sortie non communiquée)
PEGROU, Cloclo est mort ! (Dohé Productions)
- 1999 :

Samuel Barber, Music for a scene of Shelley (Naxos)
Ivo Malec, Miniature, Vox (MOTUS)
Franz Waxman, Peyton Place – Orchestre national royal d'Écosse, dir. Frédéric Talgorn (13 septembre 1999, Varèse-Sarabande) (OCLC 833413505)
Peter and the test tube babies, The final nail (We Bite Records)
Third Xperience (Le Zen Records)
PEGROU, Dans la forêt bleue… (Dohé Productions)
1998 : Philippe Leroux, Ial (1989), pour harpe celtique et quitare (Grave) (OCLC 886494617)
Gabriel Yared, Le Patient anglais, RSNO (Varèse-Sarabande)
John Barry, Somewhere in Time, RSNO (Varèse-Sarabande)
John Williams, Superman : The Movie, RSNO (Varèse-Sarabande)
Samuel Barber, Symphonies no 1 et no 2 (Naxos)
- 1997 : Jerry Goldsmith, Frontiers, RSNO (Varèse-Sarabande)

Alex North, Viva Zapata !, Orchestre national royal d'Écosse, dir. Jerry Goldsmith (Varèse-Sarabande) (OCLC 699653379)
- 1996 : Verdi, Don Carlos, Orchestre de Paris, dir. Antonio Pappano (mars 1996, EMI Classics 5 56152 2 / DVD Warner classics 2564-63478-0) (OCLC 36904441 et 887498223)

Vanina Michel, Prévert : Chansons inédites (EPM)
Elmer Bernstein, To kill a mockingbird, RSNO (Varèse-Sarabande)
- 1995 : James MacMillan, The Berserking (BMG)

Jean Barraqué, Œuvres complètes : …Au delà du hasard – Ens. Klangforum Wien (3CD CPO 999 569-2) (OCLC 982023277)
Jean de La Fontaine, Chansons (Auvidis)
- 1994 : Jules Massenet, Marie-Magdeleine (Erol)
- 1991 : Orchestre Mondial, Serge Baudo (RMM21591)
- 1990 : Orchestre Mondial, Pierre Bartholomée (RMM21290)
- 1989 : Orchestre Mondial, Charles Dutoit (RMM21290)

PEGROU, Kangourouzan, l'homme kangourou (45 t, Autoprod/Dohé Productions)
- 1986 : PEGROU, Diable elle tricote (45 t, Autoprod/Dohé Productions)